# Stiebar (Herrschaft)
Die Herrschaft Stiebar war eine Grundherrschaft im Viertel ober dem Wienerwald im Erzherzogtum Österreich unter der Enns, dem heutigen Niederösterreich.

## Ausdehnung
Die Herrschaft umfasste zuletzt die Ortsobrigkeit über Gresten, Spörken und die Ämter Ybbsbach, Oberamt, Unteramt, Schadneramt und Waldamt. Der Sitz der Verwaltung befand sich im Schloss Stiebar.

## Geschichte
Die letzten Inhaber der Allodialherrschaft waren die Töchter des 1839 verstorbenen Josef Freiherrn von Knorr, namentlich Josefine, Emilie und Marie, sowie seine Witwe Emilie (1807–1856), danach Gräfin von Colloredo-Mannsfeld. Die Herrschaft wurde mit den Reformen 1848/1849 aufgelöst.